# María Hesain
María Nélida Hesain de Parra (Buenos Aires, Argentina; 16 de julio de 1935) es una activista, política y maestra argentina de afiliación peronista.

## Biografía

### Primeros años y familia
Nació en Buenos Aires el 16 de julio de 1935 en el seno de una familia de origen sirio y musulmán asentada en Argentina desde fines del siglo XIX; cuyo apellido original era «Hussein» pero que había sido latinizado como «Hesain» por las autoridades migratorias. Sus padres fueron Mohamed Ibrahim Hesain y Celia Mahmud, que además de a María tuvieron otros cinco hijos: Brahim, Amelia, Violeta, Elías y Ricardo. Uno de sus abuelos era el fundador de Textiles Mahmud, fábrica de medias que llegó a emplear a un centenar de obreros, mientras que su padre era propietario de Taibe, empresa del mismo rubro. En esos establecimientos María conocería a Andrés Framini, secretario general de la Asociación Obrera Textil. La Guía Assalam del Comercio Sirio-libanés de 1927-1928 lista una fábrica de medias sobre la calle Cucha Cucha en Caballito, propiedad de A. Mahmud y hermanos.
En 1954, terminó sus estudios de magisterio.

### Resistencia peronista
A partir del golpe de 1955 se sumó a la resistencia peronista, donde ya estaba activo uno de sus hermanos además de quien sería su esposo, Mario Massouh Elmir, al cual conocía desde antes de sumarse al movimiento.
En abril de 1956, consiguió junto a Mario un ejemplar de la edición chilena de La fuerza es el derecho de las bestias mediante la red de vínculos del empresario Jorge Antonio, la cual editaron clandestinamente en un contexto de proscripción total del peronismo. Una primera edición fue ilustrada por Alfredo Bettanín -con un trabajador liberándose del yugo de los autores del golpe- y una segunda por Juan Lamela; esta última con la colaboración adicional de Eduardo Manso, Humberto Castañares y Rubén Decarloantonio para su reproducción en 350 ejemplares en un taller sin electricidad de Lomas de Zamora sirviéndose de técnicas mimeográficas.
Junto a Massouh, frecuentaba reuniones en el departamento de César Marcos en Once para coordinar acciones últimamente tendientes al retorno de Perón. Por esos años y en el marco de la resistencia, el matrimonio trabaría amistad con el periodista y escritor José María Castiñeira de Dios, el historiador y poeta Fermín Chávez y su esposa Nelly, el también historiador y diplomático José María Rosa y su esposa Colita y los activistas políticos John William Cooke y Alicia Eguren, entre otros. Otro lugar donde el matrimonio conocía las directivas de Perón era el taller mecánico de la familia Asad, en la intersección de las calles Paseo Colón e Independencia.
Tras apoyar el fallido levantamiento del general Juan José Valle, Massouh fue detenido en la cárcel de Caseros. María le realizaba visitas durante las cuales escondía entre sus ropas escritos que Massouh le entregaba que ella llevaba a su vez a Valentín Thiebaut para que salieran a la luz en el periódico El Guerrillero. Además, María colaboraba en la distribución por el interior de la publicación a través del correo, tomando recaudos varios para evitar ser descubierta. Por otro lado, ante la distracción de la custodia durante un traslado a Tribunales a principios de 1957, Massouh logró escapar de su detención, tras lo que asumió la dirección de El Guerrillero debido al encarcelamiento de los directores anteriores.
Las empresas de su familia estuvieron entre las cientos que no sobrevivieron a las políticas económicas de la Revolución Libertadora, que fueron particularmente dañinas para el sector industrial.
Participó activamente en la Fundación Raúl Scalabrini Ortiz, desde donde coorganizó colectas para el sostenimiento de la misma y sus publicaciones y para operaciones de carácter más reservado, como el surgimiento de Uturuncos o el viaje de José María Rosa a Cuba tras la revolución en ese país. Otra institución que frecuentó por esos años fue el Instituto de Investigaciones Históricas Juan Manuel de Rosas, afín a las nuevas corrientes de revisionismo histórico.
En 1961 comenzó a estudiar filosofía en la Universidad de Buenos Aires, donde cursó las materias introductorias antes de transferirse a la Universidad del Salvador, donde obtuvo su licenciatura. Simultáneamente a la carrera, ejercía el magisterio en escuelas de la ciudad de Buenos Aires.
Contrajo matrimonio formalmente con Massouh en noviembre de 1961 tras años de relación, con quien tuvo dos hijas: María Julieta y María Celia Catalina, la primera de las cuales fue nombrada en honor a Juliette Elmir, tía de Mario que fue la primera mujer presa política de Siria y del mundo árabe. En 1966, la pareja se separararía de hecho y María regresaría a la casa de sus padres.
Entrada la presidencia de Arturo Frondizi, apoyó la toma del Frigorífico Lisandro de la Torre; episodio del que nació la revista Barricada. En 1962, adhirió con Massouh a la candidatura de Andrés Framini a gobernador de la provincia de Buenos Aires en las elecciones de ese año, que quedarían invalidadas con el golpe del 29 de marzo.

### Retorno de Perón, gobierno militar y restauración de la democracia
En el contexto de intensidad política acentuada tras la vuelta de Juan Domingo Perón al país, conoció al agrónomo santafesino Reinaldo Parra, quien sería su segundo esposo y junto al que sostuvo un espacio político de reunión durante el Proceso de Reorganización Nacional en la calle Cevallos bajo la fachada de una publicación de cuestiones cooperativas.
Nuevamente junto a Parra, durante la restauración democrática, habilitó el Centro Cultural Congreso sobre la calle Bartolomé Mitre, celebrando encuentros y conferencias de integrantes -en un principio- de todos los espacios políticos para finalmente convertirse en un espacio exclusivamente justicialista. A partir de 1982, el Centro ganó mayor preeminencia en el peronismo con la asistencia de exgobernadores, legisladores y secretarios generales de la CGT. El 5 de marzo de 1982, sesionó en el Centro el Congreso Nacional del Partido Justicialista bajo la presidencia del exgobernador de la provincia de San Juan Eloy Camus.
Tras la derrota del peronismo en 1983, inauguró el ciclo de presentaciones «José María Castiñeira de Dios». En 1985, accedió por el PJ a un asiento en el Concejo Deliberante de la Capital Federal y en 1993 asumió como subsecretaria municipal bajo la intendencia de Saúl Bouer, supervisando la presidencia de instituciones intermedias. Por otro lado, Parra se desempeñaría como diputado nacional y como elector presidencial en las fórmulas Luder-Bittel (1983) y Menem-Duhalde (1989). Cuando Carlos Menem falleció en 2021, Parra y Hesain lo despidieron describiéndolo como ≪su amigo, compañero y presidente de nuestra República≫.